# قائمة المستشفيات في يريفان
قائمة المستشفيات في يريفان
هذه قائمة من المستشفيات في يريفان، عاصمة أرمينيا. اعتبارا من عام 2018، هناك 45 مستشفى تعمل في المدينة هي:
- معهد البحث العلمي لسبا العلاج والطب الطبيعي، 1930
- مركز بحوث حماية صحة الأم والطفل، 1931
- مركز شنغافيت الطبي، 1938 [2]
- مجمع مستشفى هيراتسي №1، 1940
- المركز العلمي للاصابات وجراحة العظام، 1946
- المركز الوطني للأورام سمي على اسم V.A. الفنارجيان، 1946
- البروفيسور ر. يولايان أمراض الدم مركز، 1947
- مستشفى نورك الجمهوري للأمراض المعدية، 1956
- مستشفى كانكر زيتون للولادة، 1958
- معهد البحث العلمي لأمراض القلب، 1961
- مركز غريغور نارياتسي الطبي، 1962
- مركز أستغيك الطبي، 1965
- المركز الجمهوري الأرمني، 1969
- المركز العلمي الطبي للأمراض الجلدية والأمراض المنقولة جنسياً، 1969
- مركز آفان للصحة العقلية، 1971
- معهد ميكاليان للجراحة، 1974
- مركز ارتميد الطبي لإعادة التأهيل، 1976
- مركز سيرجي مالايان للعيون، 1978
- مركز سورب استفاتسامير الطبي، 1982
- مركز إريبوني الطبي، 1983
- مركز إزميرليان الطبي، 1986
- مستوصف يريفان لمكافحة السل، 1987
- المركز الطبي الجديد لجراحة المسالك البولية، 1989
- مستشفى القديس أستيفاتسين للولادة، 1992
- المركز الجمهوري لإعادة تأهيل الأطفال، 1992
- مركز الصحة، 1992
- المعهد الجمهوري للصحة الإنجابية، أمراض النساء، أمراض النساء والولادة، 1993
- مركز نورك ماراش الطبي، 1994
- مركز أراكر الطبي المشترك ومعهد صحة الطفل والمراهق، 1995
- مركز أورتيز لتقويم العظام، 1997
- مركز ArBeS للرعاية الصحية لإعادة التأهيل، 1999
- أرمنيكوم سنتر كلينيكال، 1999
- مستوصف يريفان للغدد الصماء، 1999
- مركز كانكر زيتون الطبي، 2003
- مركز فلاديمير أفاغيان الطبي، 2003
- مركز نايري الطبي، 2004
- المركز الطبي المعتمد، 2006
- مركز يريفان الطبي، 2007
- مركز Med Elle الطبي շ 2008
- مركز Avangard الطبي، 2011
- المركز الطبي SlavMed 2014
- مركز النخبة ميدي الطبي، 2014
- مركز ويغمور كلينك الطبي، 2015
- مركز نوباراشين للطب النفسي
- مجمع مستشفي مورتسان